# Развој светског рекорда у десетобоју
Светски рекорди у дисциплини десетобоју у мушкој конкуренцији, које ИААФ званично признаје, воде се од 1978. године. 
Да данас (30.6.2017) ИААФ је ратификовао укупно 37 светска рекорда у мушкој конкуренцији.

## Рекорди
| ратификовани рекорди     |
| нератификовани резултати |

### Мушкарци
| Бодови    | 1985  | Атлетичар           | Земља            | Место                       | Датум               | Трајање                        |
| --------- | ----- | ------------------- | ---------------- | --------------------------- | ------------------- | ------------------------------ |
| 7.485,61  | 6.087 | Александер Клумберг | Естонија         | Хелсинки, Финска            | 17. септембар 1922. | 1 година, 9 месеци и 25 дана   |
| 7.710,775 | 6.476 | Харолд Озборн       | Сједињене Државе | Коломб, Француска           | 12. јул 1924.       | 2 године и 6 дана              |
| 7.820,93  | 6.460 | Паво Ирјола         | Финска           | Виборг, СССР                | 18. јул 1926.       | 11 месеци и 29 дана            |
| 7.995,19  | 6.566 | Паво Ирјола         | Финска           | Хелсинки, Финска            | 17. јул 1927.       | 1 година и 18 дана             |
| 8.053,29  | 6.587 | Паво Ирјола         | Финска           | Амстердам, Холандија        | 4. август 1928.     | 1 година, 11 месеци и 6 дана   |
| 8.117,30  |       | Паво Ирјола         | Финска           | Олборг, Данска              | 10. јул 1930.       | 10 дана                        |
| 8.255,475 | 6.865 | Акилес Јервинен     | Финска           | Виборг, СССР                | 20. јул 1930.       | 2 године и 17 дана             |
| 8.462,235 | 6.736 | Џејмс Бауш          | Сједињене Државе | Лос Анђелес, САД            | 6. август 1932.     | 11 месеци и 17 дана            |
| 8.467,62  |       | Ханс-Хајнрих Сиверт | Немачка          | Хамбург, Немачка            | 23. јул 1933.       | 11 месеци и 15 дана            |
| 8.790,46  | 7.147 | Ханс-Хајнрих Сиверт | Немачка          | Хамбург, Немачка            | 8. јул 1934.        | 1 година, 11 месеци и 19 дана  |
| 7.875     |       | Глен Морис          | Сједињене Државе | Милвоки, САД                | 27. јун 1936.       | 1 месец и 12 дана              |
| 7.900     | 7.254 | Глен Морис          | Сједињене Државе | Берлин, Немачка             | 8. август 1936.     | 13 година, 10 месеци и 22 дана |
| 8.042     | 7.287 | Боб Матајас         | Сједињене Државе | Тулери, САД                 | 30. јун 1950.       | 2 године и 26 дана             |
| 7.887     | 7.592 | Боб Матајас         | Сједињене Државе | Хелсинки, Финска            | 26. јул 1952.       | 2 године, 10 месеци и 16 дана  |
| 7.985     | 7.608 | Рафер Џонсон        | Сједињене Државе | Кингсберг, САД              | 11. јун 1955.       | 2 године, 11 месеци и 7 дана   |
| 7.985     | 7.608 | Василиј Кузњецов    | Совјетски Савез  | Краснодар, СССР             | 18. мај 1958.       | 2 месеца и 10 дана             |
| 7.985     | 7.608 | Рафер Џонсон        | Сједињене Државе | Москва, СССР                | 28. јул 1958.       | 9 месеци и 19 дана             |
| 8.357     | 7.839 | Василиј Кузњецов    | Совјетски Савез  | Москва, СССР                | 17. мај 1959.       | 1 година и 23 дана             |
| 8.683     | 7.981 | Рафер Џонсон        | Сједињене Државе | Јуџин, САД                  | 9. јун 1960.        | 1 година и 8 дана              |
| 8.709     |       | Филип Мулкеј        | Сједињене Државе | Јуџин, САД                  | 17. јун 1961.       | 1 година, 10 месеци и 11 дана  |
| 9.121     | 8.010 | Јанг Чуан-Гуанг     | Кинески Тајпеј   | Волнат, САД                 | 28. април 1963.     | 3 године, 2 месеца и 26 дана   |
| 8.230     | 8.120 | Рас Хоџ             | Сједињене Државе | Лос Анђелес, САД            | 24. јул 1966.       | 9 месеци и 20 дана             |
| 8.319     | 8.235 | Курт Бендлин        | Западна Немачка  | Хајделберг, Западна Немачка | 14. мај 1967.       | 2 године, 6 месеци и 27 дана   |
| 8.417     | 8.310 | Бил Туми            | Сједињене Државе | Лос Анђелес, САД            | 11. децембар 1969.  | 2 године, 8 месеци и 28 дана   |
| 8.454     | 8.466 | Николај Авилов      | Совјетски Савез  | Минхен, Западна Немачка     | 8. септембар 1972.  | 2 године, 11 месеци и 2 дана   |
| 8.524     | 8.420 | Брус Џенер          | Сједињене Државе | Јуџин, САД                  | 10. август 1975.    | 10 месеци и 16 дана            |
| 8.538     | 8.454 | Брус Џенер          | Сједињене Државе | Јуџин, САД                  | 26. јун 1976.       | 1 месец и 4 дана               |
| 8.618     | 8.634 | Брус Џенер          | Сједињене Државе | Монтреал, Канада            | 30. јул 1976.       | 3 године, 9 месеци и 18 дана   |
| 8.622     | 8.648 | Дејли Томпсон       | Велика Британија | Гецис, Аустрија             | 18. мај 1980.       | 28 дана                        |
| 8.649     | 8.667 | Гуидо Крачмер       | Западна Немачка  | Bernhausen, Западна Немачка | 15. јун 1980.       | 1 година, 11 месеци и 8 дана   |
| 8.704     | 8.730 | Дејли Томпсон       | Велика Британија | Гецис, Аустрија             | 23. мај 1982.       | 2 месеца и 23 дана             |
| 8.723     | 8.741 | Јирген Хингсен      | Западна Немачка  | Улм, Западна Немачка        | 15. август 1982.    | 24 дана                        |
| 8.743     | 8.774 | Дејли Томпсон       | Велика Британија | Атина, Грчка                | 8. септембар 1982.  | 1 година, 8 месеци и 28 дана   |
| 8.779     | 8.825 | Јирген Хингсен      | Западна Немачка  | Bernhausen, Западна Немачка | 5. јун 1984.        | 4 дана                         |
| 8.798     | 8.832 | Јирген Хингсен      | Западна Немачка  | Манхајм, Западна Немачка    | 9. јун 1984.        | 2 месеца                       |
| 8.798     | 8.847 | Дејли Томпсон       | Велика Британија | Лос Анђелес, САД            | 9. август 1984.     | 8 година и 27 дана             |
| 8.891     | 8.891 | Ден О'Брајен        | Сједињене Државе | Таланс, Француска           | 5. септембар 1992.  | 6 година, 9 месеци и 29 дана   |
| 8.994     | 8.994 | Томаш Дворжак       | Чешка            | Праг, Чешка                 | 4. јул 1999.        | 1 година, 10 месеци и 23 дана  |
| 9.026     | 9.026 | Роман Шебрле        | Чешка            | Хјустон, САД                | 27. мај 2001.       | 11 година и 27 дана            |
| 9.039     | 9.039 | Ештон Итон          | Сједињене Државе | Јуџин, САД                  | 23. јун 2012.       | 3 године, 2 месеца и 6 дана    |
| 9.045     | 9.045 | Ештон Итон          | Сједињене Државе | Пекинг, Кина                | 29. август 2015.    | 3 године и 18 дана             |
| 9.126     | 9.126 | Кевин Мајер         | Француска        | Таланс, Француска           | 16. септембар 2018. | 6 године и 256 дана            |

### Жене
Да данас (30.6.2017) ИААФ је ратификовао укупно 2 светска рекорда у женској конкуренцији.
| Бодови | Атлетичарка    | Земља     | Место             | Датум               | Трајање             |
| ------ | -------------- | --------- | ----------------- | ------------------- | ------------------- |
| 8.150  | Мари Колонвиле | Француска | Таланс, Француска | 26. септембар 2004. | 6 месеци и 20 дана  |
| 8.358  | Аустра Скујите | Литванија | Коламбија, САД    | 15. април 2005.     | 20 година и 45 дана |